# Jan Tománek (handbiker)
Jan Tománek, známý spíše jako Honza Tománek (* 30. června 1987 Příbram) je český handicapovaný cyklista. Narodil se v Příbrami a žil s rodinou na Dobříši. Věnoval se cyklistice a hrával fotbal. V říjnu 2002 po cestě z fotbalového tréninku je s kamarádem srazil mladý řidič. Kamarád zahynul, zatímco Honza ochrnul. Před úrazem začínal závodit v cyklistických soutěžích, po úraze se začal věnovat znovu cyklistice.
V současnosti reprezentuje Českou republiku v handbiku, účastní se i běžeckých závodů.
Jako první český (a třetí celosvětově) handicapovaný sportovec dokončil v roce 2016 Jizerskou padesátku a Vasův běh, nejdelší a nejnáročnější běžkařský závod na světě.
V roce 2017 se stal Mistrem Světa v 70.3 Ironmanu v kategorii Physically Challenged  (1,9 km plavání – 90 km cyklistika – 21,1 km běh). Od roku 2011 je členem reprezentačního výběru ČR handicapovaných. V porovnání s Nehandicapovanými závodníky se pravidelně umisťuje v první třetině absolutního pořadí.
Jan Tománek je prvním Čechem, který se na sledgi (běžky pro vozíčkáře) reprezentoval Českou republiku na Světovém poháru handicapovaných.